# مطار كانبرا
مطار كانبرا الدولي (بالإنجليزية: Canberra International Airport)‏ (إياتا: CBR، إيكاو: YSCB)، هُو مطار دولي يقع في إقليم العاصمة الأسترالية ويخدم مُدن كانبرا وكوينبيان في أستراليا.

## الوجهات وخطوط الطيران
| شركـات طيـران              | الوجهات |
| -------------------------- | --- |
| Alliance Airlines          | كايرنز، سانشاين كوست                                                                                        |
| FlyPelican                 | نيوكاسل، بورت ماكواري                                                                                       |
| خطوط جيت ستار الجوية       | بريزبان |
| Link Airways               | هوبارت، نيوكاسل، سيدني                                                                                      |
| كانتاس                     | أديلايد، بريزبان، ملبورن، بيرث رحلات موسمية: سيدني                                                          |
| كانتاس لانك                | أديلايد، بريزبان، كايرنز، داروين، هوبارت، ملبورن، سانشاين كوست، سيدني رحلات موسمية: بالينا بيرون، غولد كوست |
| الخطوط الجوية القطرية      | الدوحة |
| Regional Express Airlines  | ملبورن، سيدني                                                                                               |
| خطوط فيرجن أستراليا الجوية | أديلايد، بريزبان، غولد كوست، ملبورن                                                                         |